# Cleómenes de Náucratis
Cleómenes (Griego: Kλεoμένης; muerto 322 a. C.), un griego de Náucratis en Egipto, estuvo nombrado por Alejandro Magno como nomarca del distrito árabe (νoμoς) de Egipto y receptor de los tributos de todos los distritos de Egipto y la parte vecina de África (331 a. C.). Algunos de los escritores antiguos dicen que Alejandro le hizo sátrapa de Egipto; pero esto es incorrecto. Flavio Arriano  declara expresamente que los otros nomarcas eran independientes de él, excepto los que tenían que pagarle los tributos de sus distritos. Sin embargo, parece que no tuvo dificultad en extender sus depredaciones por todo Egipto, y es posible que haya tomado el título de sátrapa. Se dice que su rapacidad no tenía límites, que ejercía su cargo sólo para su propio provecho. 
Cuando había una mala cosecha de grano, la cual era menos severa en Egipto que en los países vecinos, al principio prohibió su exportación, pero cuando los nomarcas le manifestaron que esta medida les impedía alcanzar la cantidad apropiada de tributo, él permitió la exportación de grano, pero gravándola con unos fuertes derechos aduaneros.. En otra ocasión, cuando el precio del grano era de diez dracmas, Cleómenes lo compró todo, y lo vendió por 32 dracmas; así interfería los mercados de varias maneras para su beneficio propio.
Alejandro le había encargado la construcción de la nueva ciudad de Alejandría. Cleómenes Informó a las personas de Canopo, entonces un emporio de Egipto, que les debía trasladar a la ciudad nueva. Para evitarlo, le proporcionaron una gran suma de dinero.  Pero, cuando la construcción de Alejandría avanzó, él pidió de nuevo a las personas de Canopootra gran suma de dinero, la cual no pudieron pagar. Así que esto le proporcionó la excusa para trasladarles.
También ganó dinero con las supersticiones de la gente. Después de que un chico había sido muerto por un cocodrilo,  ordenó destruir a los cocodrilos. Pero, a cambio de todo el dinero que los sacerdotes reunieron para salvar a sus animales sagrados,  revocó la orden. En otra ocasión envió por los sacerdotes, y les informó que la institución religiosa era demasiado cara, y tenía que reducirse.  Así que los sacerdotes le entregaron los tesoros de sus templos, y él no les molestó más.
Alejandro fue informado de las acciones de Cleómenes, pero encontró conveniente no tomar ninguna medida. Pero después de su regreso a Babilonia en 323 a. C.,  escribió a Cleómenes, mandándole levantar en Alejandría un espléndido monumento a Hefestión, y le prometió que si este trabajo era celosamente realizado, pasaría por alto su mala conducta.
En la distribución del imperio de Alejandro después de su muerte (323 a. C.), Cleómenes quedó en Egipto como sátrapa, bajo Ptolomeo, que le mandó matar como sospechoso de favorecer a Pérdicas. El efecto, si no también la causa, de esta acción fue que Ptolomeo pudo tomar posesión de las riquezas acumuladas por Cleómenes, que ascendían a 8000 talentos.